# Gideon Defoe
Gideon Defoe (Londra, 26 dicembre 1975) è uno scrittore britannico, noto per aver scritto la serie The Pirates!

## Biografia
Nato in Inghilterra nel 1975, si è laureato in archeologia e antropologia presso l'Università di Oxford. Nel 2004 ha scritto il suo primo libro: Pirati! Briganti da strapazzo (The Pirates! in an Adventure with Scientists), come specificato nella pagina web dell'editore Newton Compton dedicata a questo autore, "per far breccia nel cuore di una ragazza",", seguito da altri quattro volumi.

## Opere

### SerieThe Pirates!
- Pirati! (The Pirates! In an Adventure with Scientists, 2004) ISBN 9788854136243.
- The Pirates! in an Adventure with Whaling (2005).
- The Pirates! in an Adventure with Communists (2006).
- The Pirates! in an Adventure with Napoleon (2008).
- The Pirates! in an Adventure with the Romantics (2012)[3].

### Altre opere
- How Animals Have Sex (2005).
- Elite Dangerous: Docking is Difficult (2014)[4].